# Moravany nad Váhom
Moravany nad Váhom jsou obcí na Slovensku, nacházející se při ústí potoka Striebornica na levém břehu Váhu, asi 5 km východně od města Piešťany.

## Historie
Podle paleontologických a archeologických nálezů na území obce se zde nacházelo sídlo lovců mamutů a později sídliště Lengyelské kultury. Bylo nalezeno mnoho kamenných nástrojů, zbraní nebo šperků.
V roce 1938 zde byla nalezena tzv. Venuše z Moravan, soška ženy vyřezávaná z mamutího klu, jejíž stáří se odhaduje na 22 800 let. Je to nejstarší doklad výtvarného projevu na Slovensku. Originál sošky se nachází v expozici "Klenoty dávné minulosti Slovenska" na Bratislavském hradě.
První písemná zmínka o obci pochází z roku 1348 (Marwan), kdy patřila šlechtě z Tematína. Obyvatelé se živili převážně zemědělstvím.

## Památky
- Renesanční zámek ze 16. století, později barokně přestavěný.
- Horní kostel sv. Martina je nejstarší památkou obce. Nachází se na kopci uprostřed hřbitova. V roce 1756 k němu byla přistavěna barokní kaple. Koncem 18. století byl klasicistně přestavěn.
- Dolní kostel Panny Marie Růžencové pochází z let 1866–1873. Věž byla přistavěna v roce 1903.

V obci se nachází muzeum veteránů "Classic Car Museum".